# Bad Teinach-Zavelstein
Bad Teinach-Zavelstein település Németországban, azon belül Baden-Württembergben. Lakosainak száma 3241 fő (2023. december 31.). Bad Teinach-Zavelstein Calw, Oberreichenbach, Neuweiler és Neubulach községekkel határos.

## Népesség
A település népessége az elmúlt években az alábbi módon változott:
| Lakosok száma | 2284 | 2999 | 3089 | 3094 | 3175 | 3251 | 3241 |
|               | 1975 | 2014 | 2017 | 2019 | 2021 | 2022 | 2023 |